# Диванхана (музички састав)
Диванхана је босанскохерцеговачки музички састав. Оснивач је Невен Туњић, уједно и клавијатуриста састава. Иницијатори су били студенти Музичке академије Универзитета у Сарајеву, који су се 2009. састали на заједничком пројекту. Пројекат је био Етно-академик и на њему су студенти различитих одјељења изучавали и изводили традиционалну музику с Балкана уз примјесе других музичких праваца. Посебан је нагласак на севдалинци. Састав изводи музику под утицајем џеза, поп музике и класичне музике 20. вијека, али са посебном нагласком на севдалинку.